# Hvitserk
Hvitserk (Hvítserkr, "White-Shirt" hay "Áo-Trắng") là một trong các con trai của Viking huyền thoại Ragnar Lothbrok và vợ ông Aslaug.

## Miêu tả và lịch sử
Sự tồn tại của Hvitserk được chứng thực nhờ Chuyện các con trai của Ragnar (Ragnarssona þáttr). Ông không được nhắc đến trong bất cứ nguồn nào có nói đến Halfdan Ragnarsson, một trong những thủ lĩnh của Đại Quân Ngoại đạo đã xâm lược Vương quốc Đông Anglia vào năm 867, và ngược lại, dẫn đến việc một số học giả gợi ý rằng họ là cùng một người và Hvitserk chỉ là biệt danh.
Sau khi cùng các anh em báo thù cho cha, ông đã tới Gardarike (Garðaríki). Hvitserk cũng đã đi cướp phá cùng người Rus. Tuy nhiên, ông đã phải đối đầu với một lực lượng hùng mạnh hơn đáng kể và thua trận. Khi người ta hỏi ông muốn chết thế nào, ông yêu cầu được thiêu sống trên một giàn thiêu bằng xác người.
Sử gia người Ukraina Leontii Voitovych giả dụ rằng Hvitserk có thể là một cái tên khác của vị hoàng tử Kiev Askold.
Những tác phẩm hiện đại miêu tả Hvitserk là con trai của Ragnar, bao gồm bộ phim truyền hình chính kịch lịch sử Vikings của đài History, trong đó ông là một đứa con trai của Ragnar và Aslaug (thủ vai bởi Marco Ilsø).